# Tampere Open 2007
Il Tampere Open 2007 è stato un torneo di tennis facente parte della categoria ATP Challenger Series nell'ambito dell'ATP Challenger Series 2007. Il torneo si è giocato a Tampere in Finlandia dal 30 luglio al 5 agosto 2007 su campi in terra rossa.

## Vincitori

### Singolare
Éric Prodon ha battuto in finale  Peter Luczak con il punteggio di 6(4)–7, 6–4, 6–4

### Doppio
Johan Brunström /  Mohammad Ghareeb hanno battuto in finale  Jukka Kohtamaki /  Mika Purho con il punteggio di 6–2, 7–6(5)